# Ichiki Kitokurō
Ichiki Kitokurō est un nom japonais traditionnel ; le nom de famille (ou le nom d'école), Ichiki, précède donc le prénom (ou le nom d'artiste) Kitokurō.
Ichiki Kitokurō, 1er baron Ichiki (一木 喜徳郎) (7 mai 1867 - 17 décembre 1944) est un homme politique japonais.

## Biographie

### Jeunesse

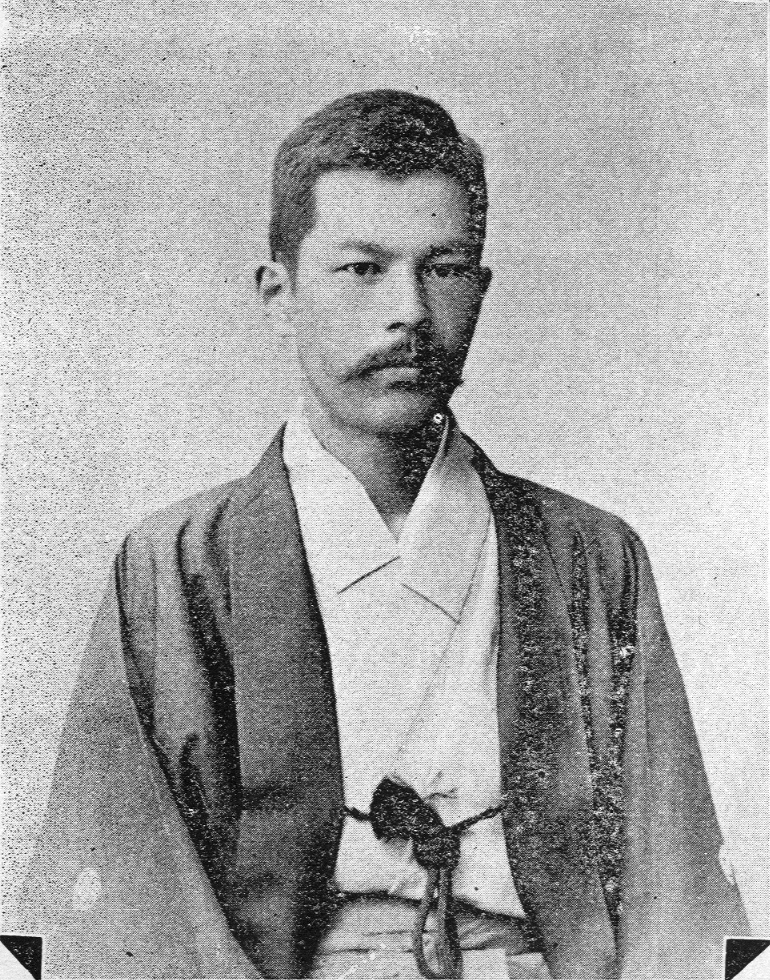

Second fils de Ryochiro Okada (ja) (1839-1915), Ichiki est né dans le comté de Sano (ja) dans la province de Tōtōmi (actuelle Kakegawa dans la préfecture de Shizuoka).

## Vie publique
Après des études préliminaires avec son frère aîné Okada Ryoei (ja), durant lesquelles il rencontre Aruga Nagao (de), Machida Chuji (ja), Kinosuke Yamada et Hayashi Gonsuke, Ichiki sort diplômé de l'université impériale de Tokyo en 1887 et entre au ministère de l'Intérieur la même année. En 1890, il est envoyé en Allemagne pour étudier et revient au Japon en 1894. En 1902, il devient président-général du bureau législatif du Cabinet. En 1925, il est nommé ministre de la maison impériale et devient président du Conseil privé en 1934.
Après l'assassinat de l'ancien premier ministre Saitō Makoto lors de l'incident du 26 février 1936, il devient gardien du sceau privé du Japon pendant un jour seulement le 6 mars 1936, à titre de nomination provisoire.

## Distinctions

### Décorations japonaises
- Grand cordon de l'ordre suprême du Chrysanthème (17 décembre 1944)
- Grand cordon de l'ordre du Soleil levant (28 décembre 1928)
- Grand cordon de l'Ordre du Trésor sacré (1er décembre 1915)

### Décorations étrangères

#### Empire britannique
- Chevalier grand-croix de l'Ordre de l'Empire britannique (22 juillet 1929)

#### Empire éthiopien
- Chevalier grand-croix de l'Ordre de Ménélik II (24 décembre 1931)

#### Siam
- Chevalier grand-croix de l'Ordre de l'Éléphant blanc (18 avril 1931)

#### Suède
- Commandeur grand-croix de l'Ordre de Vasa (1er février 1927)